# Hrabstwo Freeborn

Piramida wieku hrabstwa

Hrabstwo Freeborn ze stolicą w Albert Lea znajduje się w południowej części stanu Minnesota, USA. Według danych z roku 2005 zamieszkuje je 31 946 mieszkańców, z czego 95,22% stanowią biali.

## Warunki naturalne
Hrabstwo zajmuje obszar 1872 km² (723 mi²), z czego 1833 km² (708 mi²) to ląd, a 39 km² (15 mi²) woda. Graniczy z 6 innymi hrabstwami:
- Hrabstwo Steele (północny wschód)
- Hrabstwo Mower (wschód)
- Hrabstwo Worth (południe)
- Hrabstwo Winnebago (południowy zachód)
- Hrabstwo Faribault (zachód)
- Hrabstwo Waseca (północny zachód)

### Główne szlaki drogowe
| - Interstate 35 - Interstate 90 - U.S. Highway 65 - U.S. Highway 69 | - Minnesota State Highway 13 - Minnesota State Highway 109 - Minnesota State Highway 251 |

## Demografia
Według spisu z 2000 roku hrabstwo zamieszkuje 32 384 osób, które tworzą 13 356 gospodarstw domowych oraz 9015 rodzin. Gęstość zaludnienia wynosi 18 osób/km². Na terenie hrabstwa jest 13 996 budynków mieszkalnych o częstości występowania wynoszącej 8 budynki/km². Hrabstwo zamieszkuje 95,22% ludności białej, 0,24% ludności czarnej, 0,2% rdzennych mieszkańców Ameryki, 0,55% Azjatów, 0,02% mieszkańców Pacyfiku, 2,92% ludności innej rasy oraz 0,85% ludności wywodzącej się z dwóch lub więcej ras, 6,29% ludności to Hiszpanie, Latynosi lub inni. Pochodzenia norweskiego jest 38,4% mieszkańców, 26,2% niemieckiego, a 5,8% duńskiego.
W hrabstwie znajduje się 13 356 gospodarstw domowych, w których 29,1% stanowią dzieci poniżej 18. roku życia mieszkający z rodzicami, 56,5% małżeństwa mieszkające wspólnie, 7,5% stanowią samotne matki oraz 32,5% to osoby nie posiadające rodziny. 28,2% wszystkich gospodarstw domowych składa się z jednej osoby oraz 14% żyję samotnie i jest powyżej 65. roku życia. Średnia wielkość gospodarstwa domowego wynosi 2,4 osoby, a rodziny 2,92 osoby.
Przedział wiekowy populacji hrabstwa kształtuje się następująco: 24% osób poniżej 18. roku życia, 7,5% pomiędzy 18. a 24. rokiem życia, 25,5% pomiędzy 25. a 44. rokiem życia, 24,1% pomiędzy 45. a 64. rokiem życia oraz 18,9% osób powyżej 65. roku życia. Średni wiek populacji wynosi 40 lat. Na każde 100 kobiet przypada 96,6 mężczyzn. Na każde 100 kobiet powyżej 18. roku życia przypada 95 mężczyzn.
Średni dochód dla gospodarstwa domowego wynosi 36 964 dolarów, a średni dochód dla rodziny wynosi 45 142 dolarów. Mężczyźni osiągają średni dochód w wysokości 31 491 dolarów, a kobiety 21 799 dolarów. Średni dochód na osobę w hrabstwie wynosi 18 325 dolarów. Około 5,6% rodzin oraz 8,4% ludności żyje poniżej minimum socjalnego, z tego 9% poniżej 18 roku życia oraz 9,1% powyżej 65. roku życia.

## Miasta

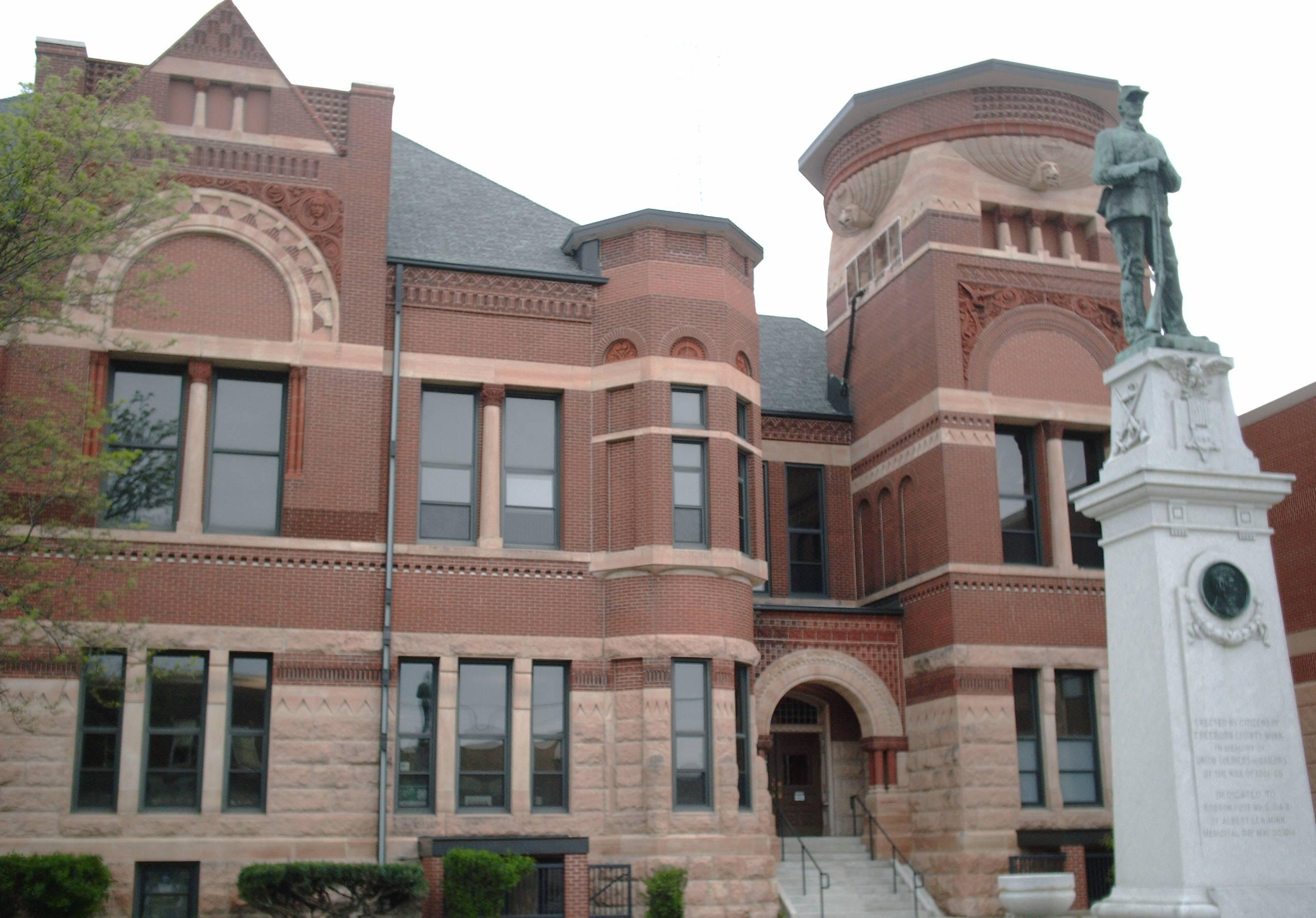
Gmach sądu hrabstwa Freeborn

- Albert Lea
- Alden
- Clarks Grove
- Conger
- Emmons
- Freeborn
- Geneva
- Glenville
- Hartland
- Hayward
- Hollandale
- Manchester
- Myrtle
- Twin Lakes